# Homunculus loxodontus
Homunculus loxodontus è una statua dell'artista olandese Margriet van Breevoort. È stata realizzata per il Centro medico universitario di Leida e installata nella primavera del 2016. È diventato popolare nell'Europa orientale, dove è chiamato Ždun in russo (in cirillico: Ждун?), Počekun in ucraino (in cirillico: Почекун?) e Pačakun in bielorusso (in cirillico: Пачакун?): tutti e tre i nomi significano "colui che aspetta".

## Significato
Secondo l'autore, la scultura simboleggia le emozioni delle persone che aspettano nello studio del medico.

## Meme di internet
Nel 2017, nei paesi post-sovietici, la scultura è diventata un meme di internet, la quale è stata trasformata in famosi dipinti, fotografie, video e altri media visivi.